# Selles (Marna)
Selles – miejscowość i gmina we Francji, w regionie Grand Est, w departamencie Marna.
Według danych na rok 1990 gminę zamieszkiwały 263 osoby, a gęstość zaludnienia wynosiła 23 osób/km².